# Trojan (协议)
Trojan是一种利用TLS加密方式避開防火長城的协议，它基于C++实现，但也有Go语言实现的版本Trojan-Go。同时，V2Ray等常见代理软件也集成了Trojan的功能。
Trojan通过将通信流量伪装成常见的HTTPS流量，来防止流量被检测和干扰，适合在较严格的审查下使用。除非使用WebSocket传输层等方法，Trojan一般无法配合CDN使用。

## 外部連結
- GitHub上的Trojan-GFW頁面